# Police en service
Police en service est une émission de télévision documentaire québécoise produite par Avanti Groupe pour les deux premières saisons et diffusé depuis le 7 janvier 2021 à Télé-Québec. La saison 3 quant à elle a été produite par Avanti-Toast .

## Résumé
La série documentaire montre le quotidien des patrouilleurs, des enquêteurs, des sergents, des lieutenants et des civils qui œuvrent au Service de police de la Ville de Québec (SPVQ). Cette série permet d'explorer les défis et les enjeux que ces gens vivent tous les jours .

## Fiche technique
- Titre original : Police en service
- Diffuseur : Télé-Québec
- Réalisatrice : Catherine Proulx
- Musique : Frédéric Bégin, Raphael Reed
- Recherchiste : Mylène Péthel et Catherine Proulx
- Productrice au contenu : Nadia Ruel
- Producteur : Luc Wiseman
- Sociétés de production : Saisons 1 et 2 : Avanti Groupe, Saison 3 : Avanti-Toast
- Pays d'origine : Québec, Canada
- Langue originale : Français
- Genre : Documentaire
- Nombre de saisons : 3
- Nombre d'épisodes : 24

## Épisodes

### Première saison (2021)
1. Travail d'équipe
2. La patrouille
3. Facteur temps
4. Profession policier
5. Enquêtes
6. L'inconnu
7. En évolution
8. Les risques du métiers

### Deuxième saison (2022)
1. Lien de confiance
2. Sous pression
3. En équilibre
4. Première Ligne
5. Maintien de l'ordre
6. Coopération
7. Toxicomanie
8. Anticipation
9. Les limites du métier
10. Faculté d'adaptation

### Troisième saison (2023)
1. Gérer les attentes
2. Les victimes
3. Les nouveaux défis
4. La visite du pape
5. La carapace
6. La violence

## Balado
Depuis février 2021, le balado Police en service - Retour en arrière donne droit à des témoignages touchant des différents membres du SPVQ sur des événements marquants. Les six épisodes de 15-20 minutes sont disponibles sur telequebec.tv.
1. Décès de Marie-Pier Gagné : l'accident
2. Décès de Marie-Pier Gagné : l'enquête
3. Décès de Marie-Pier Gagné : le procès
4. Écrasement d'avion à Québec : l'accident
5. Écrasement d'avion à Québec : l'enquête
6. Écrasement d'avion à Québec : les réponses

## Nominations

### Prix Gémeaux
Meilleur série documentaire : société (2021)